# عمارت کلاه‌فرنگی رفسنجان
مجموعه کلاه فرنگی مربوط به دوره قاجار است و در شهرستان رفسنجان، بخش مرکزی، روستای سعادت آباد واقع شده و این اثر در تاریخ ۲۲ مرداد ۱۳۸۴ با شمارهٔ ثبت ۱۳۰۶۴ به‌عنوان یکی از آثار ملی ایران به ثبت رسیده است.